# E.V.O.L
«E.V.O.L.» es el primer sencillo extraído del segundo álbum de estudio de la banda de rock psicodélico: Aguaturbia.
E.V.O.L Compuesta en su totalidad por el guitarrista Carlos Corales es una canción que mezcla una serie de sonidos funk con sonidos tipo folklóricos y una especie de rezos alariosos. Lanzado en agosto de 1970.
El nombre E.V.O.L se le da debido a que la canción dice muchas veces "Love" y en si, trata de amor, y Evol viene significando Love alrevés.
Esta canción marcó mucha polémica porque la letra de susodicha canción involuca a Adán y Eva haciendo el amor, a Cleopatra haciendo el amor y a Los Dioses Griegos haciendo el amor. Este tema marca una tendencia Hippie haciendo referencias al amor, que debemos de practicarlo como algo normal y placentero.

## Lista de canciones
| N.º   | Título              | Duración |  |
| 1.    | «E.V.O.L»           | 8:46     |  |
| 2.    | «E.V.O.L (En vivo)» | 8:58     |  |
| 17.04 |                     |          |  |

- Datos: Q21484004